# チャンダ
チャンダ（梵: चण्ड, Caṇḍa , 英: Chanda) とは、インド神話に登場するアスラ族の名である。『マールカンデーヤ・プラーナ』中の「デーヴィー・マーハートミャ」に登場し、ムンダとともに、天界を征服した2人の兄弟のアスラ王シュンバとニシュンバに仕えた。

## 神話
ヒマラヤの山中に美しい女神ドゥルガーがいるのを発見したチャンダとムンダは、スンバに彼女を捕えるよう進言した。そこでスンバは配下のアスラのスグリーヴァを使者として女神に送った。ところがドゥルガーは「自分を得たいならば戦って得られよ」と言って聞かないので、スンバは怒ってドゥームラローチャナにドゥルガーの髪をつかんで引きずってでも連れてくるように命じた。しかしドゥームラローチャナが女神の雄叫びで滅されると、スンバはさらにチャンダとムンダにドゥルガーを捕えるように命じた。そこで2人は出陣して女神を捕えようとしたが、女神の額から現れた女神カーリーがアスラの軍勢を殺戮したうえに、大剣でチャンダの首を両断し、ムンダを切り伏せて殺した。そしてチャンダの首とムンダの躯をドゥルガーのもとに運び、犠牲として捧げた。カーリーはチャンダとムンダを殺したことにちなんでチャームンダーの異名で呼ばれることになった。